# Орда-Базар
Орда-Базар — кочевая ставка, также предполагаемый город Золотой Орды. 

## Термин
Орда-Базар выражение соединяющие по-видимому, значение торгового центра и кочевой ставки. Появление термина объясняется, развитием полисемантизма старого обозначения кочевой ставки — архаического термина «орда». Широко распространенный в XV веке термин «орда-базар» встречается в поздних русских летописей, причем вставляется в те места, где в более ранних редакциях его не было. Термин имеется в актах и переписке татарских ханов XV-XVI веков, на монетах XV века.

## Город
По новейшим данным (находки монет), монеты Орда-Базара чеканились в низовьях Сырдарьи
Не считал городом Орду-Базар историк М. Г. Сафаргалиев, уточняя что это кочевая ставка.